# Cortaccia sulla Strada del Vino
Cortaccia sulla Strada del Vino (en allemand, Kurtatsch an der Weinstraße) est une commune italienne d'environ 2 200 habitants située dans la province autonome de Bolzano dans la région du Trentin-Haut-Adige dans le nord-est de l'Italie.

## Répartition des langues
Selon le recensement de 2011, la plupart des habitants (96 %) parlent l'allemand comme langue maternelle, 3,5 % parlent l'italien nativement et 0,5 % le ladin.

## Économie
En 2020, la ville compte 22 vignobles.

## Administration
| Période                                  | Période | Identité | Étiquette | Qualité |
| ---------------------------------------- | ------- | -------- | --------- | ------- |
|                                          |         |          |           |         |
| Les données manquantes sont à compléter. |         |          |           |         |

### Hameaux
Corona, Favogna di Sopra, Hofstatt, Niclara, Penone

### Communes limitrophes
Les communes limitrophes sont  Coredo, Egna, Magrè sulla Strada del Vino, Predaia, Roveré della Luna, Termeno sulla Strada del Vino, Ton et Tres.